# 福岡市美術館

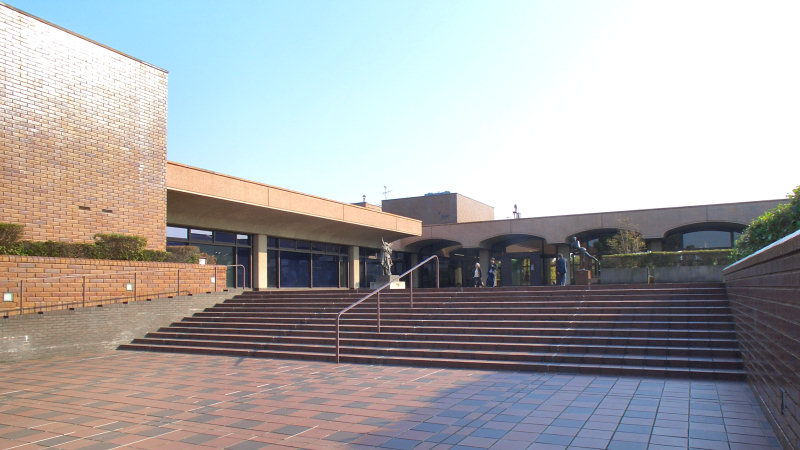
福岡市美術館

福岡市美術館（日语：ふくおかしびじゅつかん）是一座位於日本福岡縣福岡市中央區的市立美術館，地處大濠公園內。

## 历史
福岡市美術館經改建工程後在2019年度重新開館。美術館有兩個常設展示室。近現代美術室主要展示以九州的近代畫家作品為中心的日本國內外畫家的作品。東光院佛教美術室展示福岡藩主黑田氏菩提寺之一的藥王蜜寺東光院贈送的佛像。

## 外部連結
- 福岡市美術館 （页面存档备份，存于）